# Antonín Barák
Antonín Barák (* 3. prosince 1994 Příbram) je český profesionální fotbalista, který hraje na pozici ofensivního záložníka za turecký klub Kasımpaşa SK, kde je na hostování z italského klubu ACF Fiorentina a za český národní tým.

## Klubová kariéra
Je odchovancem 1. FK Příbram, kde se v roce 2013 dostal do A-mužstva. V 1. české lize debutoval 1. 6. 2013 v utkání proti FC Slovan Liberec (remíza 1:1).
Sezónu 2014/15 strávil na hostování v FC Graffin Vlašim. Po návratu z hostování se prosadil v Příbrami.

### SK Slavia Praha
V prosinci 2015 se dohodl na přestupu do týmu SK Slavia Praha, uzavřel kontrakt na tři a půl roku. Svoji první branku v novém působišti zaznamenal 27. ledna 2016 v přípravném utkání s čínským ligovým klubem Ťiang-Su Suning, kde zvyšoval na konečných 5:1 pro Slavii.
31. ledna 2017 vedení klubu SK Slavia Praha zveřejnila informaci, že Antonín Barák přestoupí za 80 milionů Kč do italského Udinese (které v té době hrálo na 10. místě italské ligy Serie A). Představenstvo klubu hráče na mimořádném zasedání uvolnilo k 1. červenci 2017 (pro letní přestupové období), což znamenalo, že jaro 2017 (a tedy celou sezónu 2016/17) ještě dohrál ve Slavii. V roce 2017 získal se Slavií titul mistra nejvyšší české soutěže.

### Udinese Calcio
Po Mistrovství Evropy hráčů do 21 let v Polsku se stěhoval do Itálie do Udine. Na evropském šampionátu jedenadvacetiletých si obnovil svalové zranění, v letní přípravě odehrál za klub pouze dva zápasy v Primaveře (juniorské soutěži). Ve druhém nejstarším italském klubu se potkal s dalším českým fotbalistou, navíc rovněž bývalým slávistou, Jakubem Janktem.
Za Udinese Calcio debutoval v Serii A 27. srpna 2017 proti týmu S.P.A.L. (prohra 2:3). První branku v Serii A si připsal 25. 10. 2017 na hřišti US Sassuolo (výhra 1:0).

#### Lecce (hostování)
V polovině sezony 2019/20 odešel i díky malému hernímu vytížení na půlroční hostování do US Lecce. Při svém premiérovém utkání se podílel jedním gólem na výhře 4:0 nad Turín FC. V Lecce odehrál Barák 16 ligových utkání, ve kterých vstřelil dvě branky. Sestupu do Serie B však zabránit nedokázal.

### Hellas Verona

#### Sezóna 2020/21
Barák odešel v září 2020 z Udine na roční hostování do Hellasu Verona. Součástí jeho odchodu byla automatická opce na přestup za 10 milionů eur. V dresu Hellasu debutoval 19. září při výhře 3:0 nad AS Řím.
Dne 2. listopadu 2020 Barák pomohl dvěma góly Hellasu Verona k ligové výhře 3:1 nad Beneventem; jednalo se o jeho první branky ve svém novém působišti. 16. prosince nedohrál Barák utkání proti Sampdorii Janov; byl vyloučený v nastaveném čase, kdy záměrně přišlápl nohu protihráči. Ve své první sezóně v dresu Hellasu odehrál 34 ligových utkání, ve kterých vstřelil 7 branek a na další 3 přihrál.

#### Sezóna 2021/22
Dne 16. ledna 2022 zaznamenal Barák hattrick do sítě Sassuola, kterým pomohl v nedělním utkání italské ligy k vítězství Hellasu Verona 4:2. Stal se prvním záložníkem Verony v historii, který vstřelil v jednom utkání Serie A tři branky a je teprve druhým Čechem po Tomáši Skuhravém, kterému se v tamější soutěži podobný počin povedl.
V lednu 2022 projevil zájem o Barákovy služby londýnský Tottenham. Hellas za reprezentačního záložníka údajně požadoval 20 milionů eur.
Po životní sezoně, v níž za Veronu nasbíral 11 ligových a jeden pohárový gól a k nim přidal čtyři asistence, se stal Barák předmětem mnohých přestupových spekulací. Mezi údajné zájemce patřila Neapol či londýnský Tottenham. V květnu se dostal do elitní desítky ocenění Fotbalista roku 2021, skončil na páté příčce.

## Reprezentační kariéra
Antonín Barák nastupoval za české mládežnické výběry U19 a U20.
V roce 2015 debutoval v české jedenadvacítce. Trenér Vítězslav Lavička jej v červnu 2017 vzal na Mistrovství Evropy hráčů do 21 let v Polsku. Český tým obsadil se třemi body 4. místo v základní skupině C.
V listopadu 2016 jej trenér Karel Jarolím poprvé nominoval do A-mužstva České republiky pro kvalifikační zápas proti Norsku a přípravný proti Dánsku.
Do zápasu proti Norsku 11. listopadu 2016 ještě aktivně nezasáhl a zůstal na lavičce náhradníků. Svůj první zápas si připsal 15. listopadu 2016 v přípravném zápase proti Dánsku, ve kterém zároveň vstřelil svůj první reprezentační gól. Při debutu za A-tým reprezentace bylo Antonínu Barákovi 21 let, 11 měsíců a 12 dnů.
V říjnu 2020 u něj byla potvrzena nákaza nemocí covid-19. Pozitivně testován byl po přípravném utkání s Kyprem a stejně jako další infikovaní hráči nemohl následně odletět do Izraele na zápas Ligy národů proti tamnímu národnímu týmu.
Góly Antonína Baráka za český reprezentační A-tým
K 15. 11. 2016.
| Pořadí | Datum             | Stadion                                | Soupeř | Skóre (min.) | Výsledek | Soutěž           |
| ------ | ----------------- | -------------------------------------- | ------ | ------------ | -------- | ---------------- |
| 1      | 15. listopad 2016 | Městský stadion, Mladá Boleslav, Česko | Dánsko | 1–000(8.)    | 1–1      | přátelské utkání |